# Красноперекопськ — Глібовка
Красноперекопськ – Глібовка – газопровід у Криму, споруджений для обслуговування підземного сховище газу.
На початку 1990-х на заході Криму на основі виснаженого Глібовського газового родовища створили підземне сховище газу. Родовище вже було сполучене з газотранспортною системою за допомогою трубопроводу Глібовка – Сімферополь, проте для оптимальної організації його роботи в 1992-му ввели в дію газопровід Красноперекопськ – Глібовка, який створив сполучення з трубопроводом Херсон – Сімферополь, по якому на півострів надходив ресурс з материкової частини України.
Довжина трубопроводу  Красноперекопськ – Глібовка становить 97 км. Він виконаний в діаметрі 1000 мм та розрахований на робочий тиск 5,5 МПа.